# Марк Престън
Марк Престън (на английски: Mark Preston) е бизнесмен и технически директор на тима „Супер Агури Формула 1“ от „Формула 1“.

## Биография
Престън е роден в Гелонг, Австралия. Отраства в Мелбърн. Завършва университета „Монаш“ със специалност „Машиностроене“ през 1992 г. По време на обучението си работи като инженер по дизайн на непълно работно време с фирма „Болленд Ралинг Дивелъпмънтс“, която стартира своята кариера в автомобилния спорт.
След дипломирането си се присъединява към „Tieman Industries“, компания, специализирана в проектирането, производството и продажбите на сухи насипни и насипни течни цистерни. През 1993 г. е назначен за ръководител на проекта в General Motors Holden, роля, която по-късно заема за „Holden Special Vehicles“, където проектира потребителски автомобили за местни и световни пазари.
Престън работи успоредно с разработката на „Spectrum Racing Cars“ с „Borland Racing“, където Spectrum 05 е проектиран и пуснат в австралийския шампионат по Формула Форд през 1996 г., където екипът заема второ място в състезанието с Джейсън Баргуана. „Spectrum“ продължава да печели редица австралийски шампионати във Формула Форд.

## Кариера във Формула 1
За да преследва мечтата си да работи във Формула 1, Престън се премества в Обединеното кралство през 1996 г. и си осигурява роля в екипа на Arrows F1 чрез връзките си в Holden Special Vehicles.
Престън остава в екипа на „Arrows F1“ в продължение на шест години, заемайки ролята на инженер по стрес анализ, старши анализатор на ефективността на превозните средства и ръководител на научноизследователската и развойната дейност. В тези роли той е отговорен за компютърно подпомаган анализ, динамика на превозните средства, лаборатории за научноизследователска и развойна дейност и изпитвателен екип.
След разпадането на екипа на „Arrows F1“ през 2002 г., Preston се присъединява към екипа на „McLaren F1 Racing“ като главен проектант и по-късно става ръководител на ръководството на технологичните лаборатории за превозни средства. В последната си роля, той ръководи развитието на радикалния McLaren MP4-18A заедно с техническия директор Адриан Нюи и главния дизайнер Майк Коллан.
След две години с екипа на McLaren F1 Racing, Preston напуска отбора на Woking, за да създаде своя собствена екипировка, Preston Racing, с цел да започне свой собствен отбор Формула 1. В сътрудничество с бивши служители на Arrows F1 и бивш шофьор на Формула 1, Aguri Suzuki, Престън създава екипа на „Super Aguri F1“.
| „ | „Ние се доверявахме на факта, че имахме техническата и организационна група, която можеше да направи нещо, а ние просто чакахме някой с достатъчно пари за да го направим.“ | “ |

Посредством връзките на Сузуки, екипът успява да осигури подкрепата на Honda, която доставя двигателите на отбора от 2006 до 2008 г. Престън е назначен за главен технически директор на Super Aguri и играе основна роля в създаването на отбора само за 100 дни. Автомобилите SA05, които дебютираха в Гран при на Бахрейн през 2006 г. след влизането на отбора бяха, ратифицирани от FIA на 26 януари 2006 г.
Престън продължава с отбора като технически директор за още два сезона, до оттеглянето на Супер Агури от Формула 1 през 2008 година.

## Квалификации и изследвания
По време на работата си в областта на моторния спорт Престън е постигнал редица академични квалификации и е участвал в няколко технологични бизнеса.
През 2006 г. притежава магистърска степен по бизнес администрация от Оксфордския университет и по време на следването си участва в научноизследователската група по приливноенергийна наука в областта на инженерните науки. В това си качество Престън е участвал в разработването и комерсиализирането на водната турбина с напречна хоризонтална ос – подводно устройство, което генерира енергия от приливи и отливи.
|  | Тази страница частично или изцяло представлява превод на страницата Mark Preston (businessman) в Уикипедия на английски. Оригиналният текст, както и този превод, са защитени от Лиценза „Криейтив Комънс – Признание – Споделяне на споделеното“, а за съдържание, създадено преди юни 2009 година – от Лиценза за свободна документация на ГНУ. Прегледайте историята на редакциите на оригиналната страница, както и на преводната страница, за да видите списъка на съавторите. ВАЖНО: Този шаблон се отнася единствено до авторските права върху съдържанието на статията. Добавянето му не отменя изискването да се посочват конкретни източници на твърденията, които да бъдат благонадеждни. |